# Brote de meningitis aséptica en Durango de 2022
El brote de meningitis aséptica en Durango de 2022 es un brote epidémico en curso originado en la ciudad de Victoria de Durango, México, y provocado por la administración de anestésicos raquídeos contaminados en cuatro hospitales privados de la capital duranguense. Los hospitales vinculados con el brote fueron clausurados y, por medio del rastreo de expedientes, se localizaron a más de mil pacientes posiblemente contagiados. Hacia inicios de diciembre de 2022 se habían detectado más de 70 contagios (en su mayoría mujeres jóvenes), 1800 casos sospechosos y 23 fallecimientos.

## Reacciones
El 5 de diciembre de 2022 la Fiscalía General del Estado de Durango giró 7 órdenes de aprehensión contra los administradores y dueños de los hospitales privados vinculados al brote, mientras que el Instituto Nacional de Migración emitió una alerta migratoria ante su posible salida del país.
Como medida precautoria, las autoridades sanitarias del estado de Tamaulipas anunciaron el retiro temporal de los anestésicos sospechosos de causar el brote de Durango. A su vez, la Secretaría de Salud de Sinaloa anunció una alerta sanitaria ante el brote en el estado vecino.
La crisis de salud derivada ha sido comparada con la del brote de meningitis fúngica en Estados Unidos de 2012, provocado por la contaminación de lotes de metilprednisolona en una instalación de Massachusetts, el cual afectó a 798 personas en 23 estados, con un saldo de 100 fallecidos.